# Нітрат амонію
Нітра́т амо́нію — неорганічна сполука складу NH4NO3, сіль нітратної кислоти. Білі гігроскопічні кристали, добре розчинні у воді; проявляє властивості окисника (при нагріванні).
Під назвою амоні́йна селі́тра широко використовується як азотвмісне добриво, яке містить 34-35% азоту. Окрім того, нітрат амонію використовують для виготовлення вибухових речовин.

## Отримання
Нітрат амонію синтезують взаємодією аміаку та нітратної кислоти:
{\displaystyle \mathrm {NH_{3}+HNO_{3}\longrightarrow NH_{4}NO_{3}} }
Найпотужнішими виробниками аміачної селітри в Україні є ВАТ «Рівнеазот» (Рівне), ВАТ «Азот» (Черкаси), ВАТ «Азот» (Сєвєродонецьк) та «Концерн Стирол» (Горлівка).
Випускається у вигляді круглих гранул або голчастих чи лускоподібних кристалів білого чи жовтуватого кольору, добре розчинних у воді. Постачається насипом, у мішках по 50 кг та у біґ-беґах по 500 або 1000 кг. 

## Хімічні властивості
При нагріванні близько 170 °С розкладається на оксид азоту(I) та воду:
{\displaystyle \mathrm {NH_{4}NO_{3}{\xrightarrow {170^{o}C}}N_{2}O+2H_{2}O} }
При підвищенні температури сполука розкладається із виділенням азоту та оксиду азоту(II):
{\displaystyle \mathrm {2NH_{4}NO_{3}{\xrightarrow {250-300^{o}C}}N_{2}+2NO+4H_{2}O} }
{\displaystyle \mathrm {2NH_{4}NO_{3}{\xrightarrow {>300^{o}C}}2N_{2}+O_{2}+4H_{2}O} }

## Застосування

### Добрива
Амонійна селітра — найпоширеніше з мінеральних добрив. На кислих ґрунтах доцільно використовувати суміш аміачної селітри з карбонатом кальцію — вапняково-аміачну селітру.

### Вибухові речовини
Нітрат амонію — слабка вибухова речовина. Детонує від капсуля-детонатора лише при заряді діаметром понад 80 мм, а при меншому діаметрі — від проміжного детонатора. Використовується як складова частина промислових вибухових речовин (аміачно-селітряні вибухові речовини). 
Аміачно-селітряні вибухові речовини (амонійно-селітряні) (англ. ammonium nitrate explosives) — група вибухових речовин, вибухові суміші, основна складова частина яких — амонійна селітра. Це бризантні вибухові речовини зниженої потужності. Перевагами є дешевизна, простота отримання, значна сировинна база, повний перехід у газоподібний стан під час вибуху.
Аміачно-селітряні вибухові речовини поділяють на такі основні різновиди: амоніти, амонали, найпростіші, водовмісні, нітрогліцеринові. Для них характерні гігроскопічність, при зволоженні понад 3 % вони втрачають здатність вибухати. Також для них характерне злежування, що також обумовлює втрату вибухоздатності. Введення до складу аміачно-селітрених вибухових речовин нітросполук, горючих матеріалів, інертних наповнювачів покликане компенсувати недоліки цього виду вибухівки. Залежно від добавок аміачно-селітрені вибухові речовини поділяють на акваніти, аквати, амонали, амоніти, грануліти, детоніти, динамони, ігданіти.
Аміачно-селітряні вибухові речовини переважно використовуються при підриванні ґрунтів, завдяки хорошим фугасним якостям вони здатні викинути з області вибуху великий об'єм ґрунту.
Ці вибухові речовини знаходять застосування переважно у цивільному секторі, економіці, а не у військовій справі. Зокрема, це обумовлено тим, що процеси їх перекристалізації призводять до збільшення об'єму речовин, що неприйнятно у військовій справі.